# St. Gangolf (Kluftern)

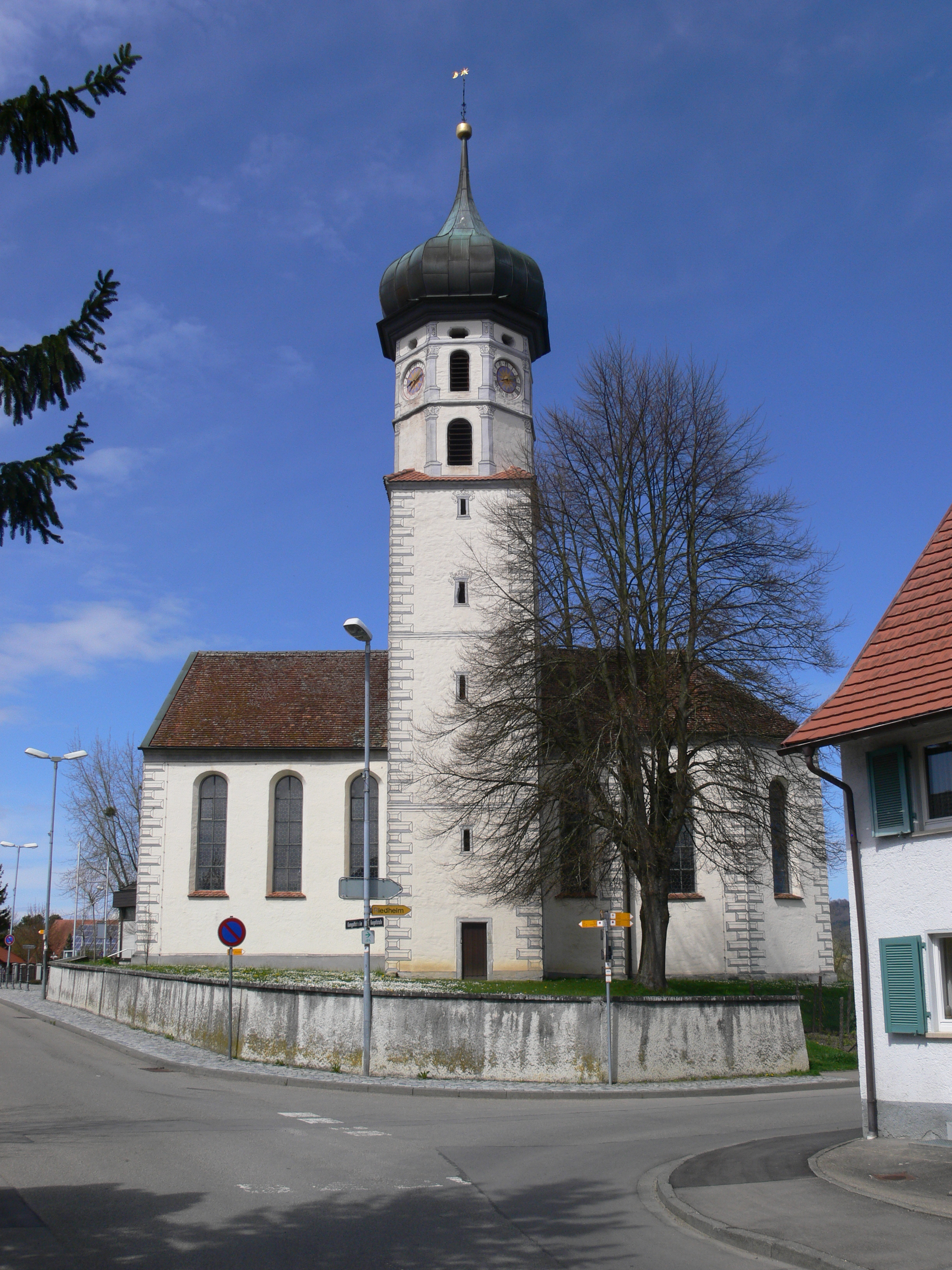
Alte Kirche St. Gangolf

Die Pfarrkirche St. Gangolf ist die römisch-katholische Pfarrkirche des Friedrichshafener Stadtteils Kluftern. Sie gehört zur Seelsorgeeinheit (SE) Markdorf im Dekanat Linzgau des Erzbistums Freiburg. Kirchenpatron ist der heilige Gangolf, dessen Gedenktag der 11. Mai ist.

## Geschichte
Um 1474 wurde die Kirche geweiht. Bis ins 17. Jahrhundert diente die Kirche nur einem Bauernhof als sogenannte Eigenkirche, bis Kluftern eine eigene Pfarrei erhielt.

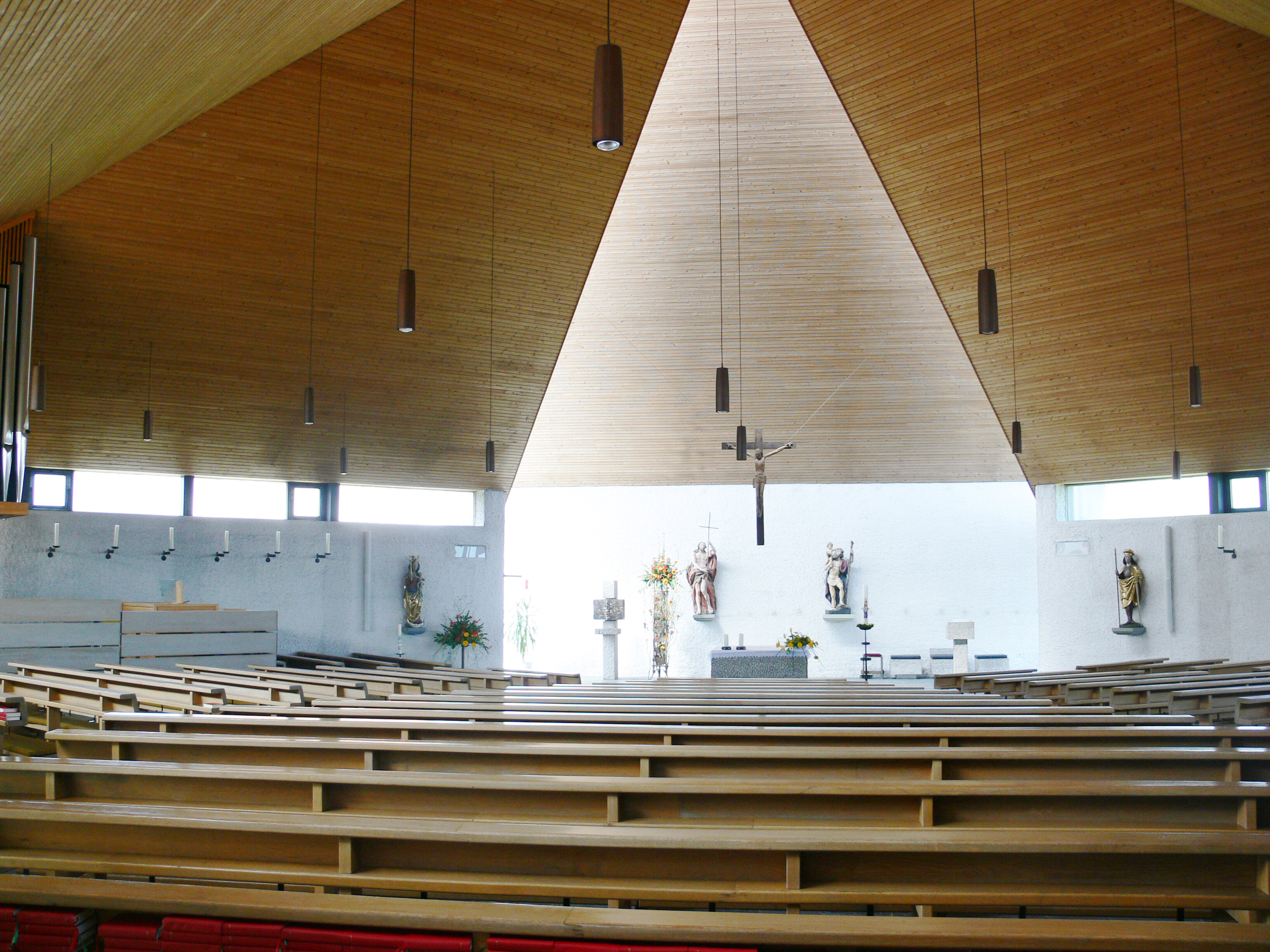
Anbau des 20. Jahrhunderts

Im 20. Jahrhundert wurde ein neues Kirchenschiff angebaut, das durch eine Maueröffnung mit der alten Pfarrkirche verbunden ist. Der Neubau wurde nötig, da im 20. Jahrhundert die Einwohnerzahl von Kluftern stetig gestiegen war und die Erweiterung der Kirche immer dringlicher wurde. Entscheidende Verdienste erwarb sich Pfarrer Dieter Holderried, der in zahlreichen Gesprächen die Erzdiözese, die zu diesem Zeitpunkt einen Baustopp für Kirchen erlassen hatte, davon überzeugen konnte, dass dieser Neubau unumgänglich sei und erreichte, dass auch die alte Kirche renoviert wurde.

## Die alte Kirche

### Inneres

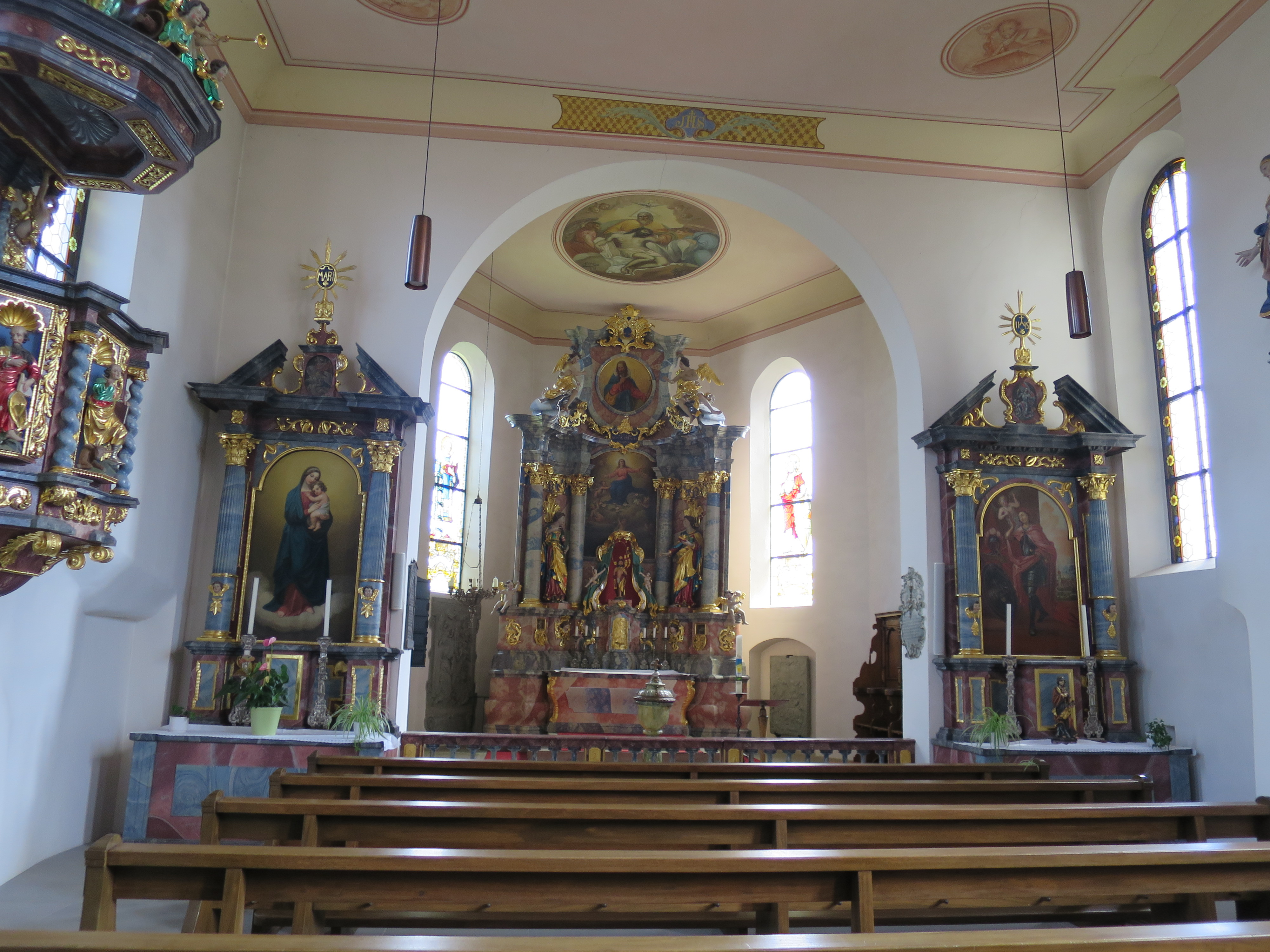
Altäre der Pfarrkirche St. Gangolf

Der barocke Hochaltar der Kirche stammt aus der 1818 abgebrochenen Pfarrkirche St. Maria in Altdorf (heute Weingarten) und kam 1883 nach Kluftern. Bereits 1822 wurde die Rokokokanzel aus dem Franziskanerinnenkloster Weppach bei Bermatingen erworben.
Die vier in der alten Kirche aufgestellten Heiligenfiguren von Dominikus Hermenegild Herberger (entstanden um 1750/1755) waren ursprünglich Teil der Seitenaltäre. Die Kreuzigungsgruppe wurde vermutlich 1648 gestiftet (es handelt sich eventuell um Einzelfiguren, die erst später als Gruppe zusammengestellt wurden). Das Altarblatt des linken Seitenaltars ist ein Werk des Malers Melchior Paul von Deschwanden aus dem 19. Jahrhundert. Das Deckengemälde von 1905 zeigt die Schlüsselübergabe durch Jesus an Petrus.

### Orgel
Die Orgel von 1860 stiftete der Klufterner Pfarrer Baptist Hahn der Gemeinde. Sie wurde von Xaver Hieber, Bingen bei Sigmaringen gebaut und hat acht Register auf einem Manual und Pedal. Nach verschiedenen Änderungen im Verlauf der Jahre restaurierte 1979 die Orgelwerkstatt Mönch aus Überlingen das Instrument und führte es auf seinen ursprünglichen Zustand zurück.

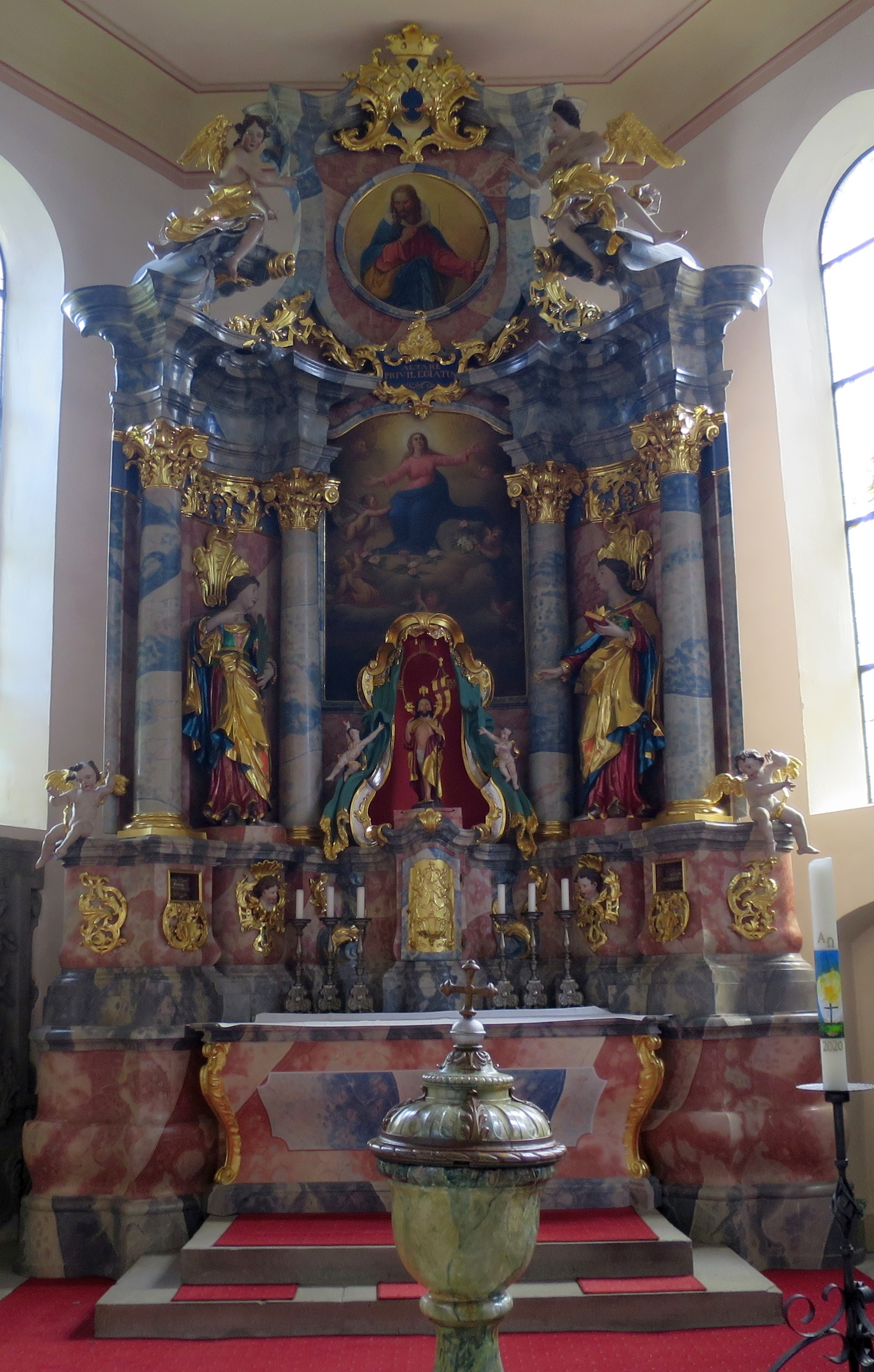
Hochaltar
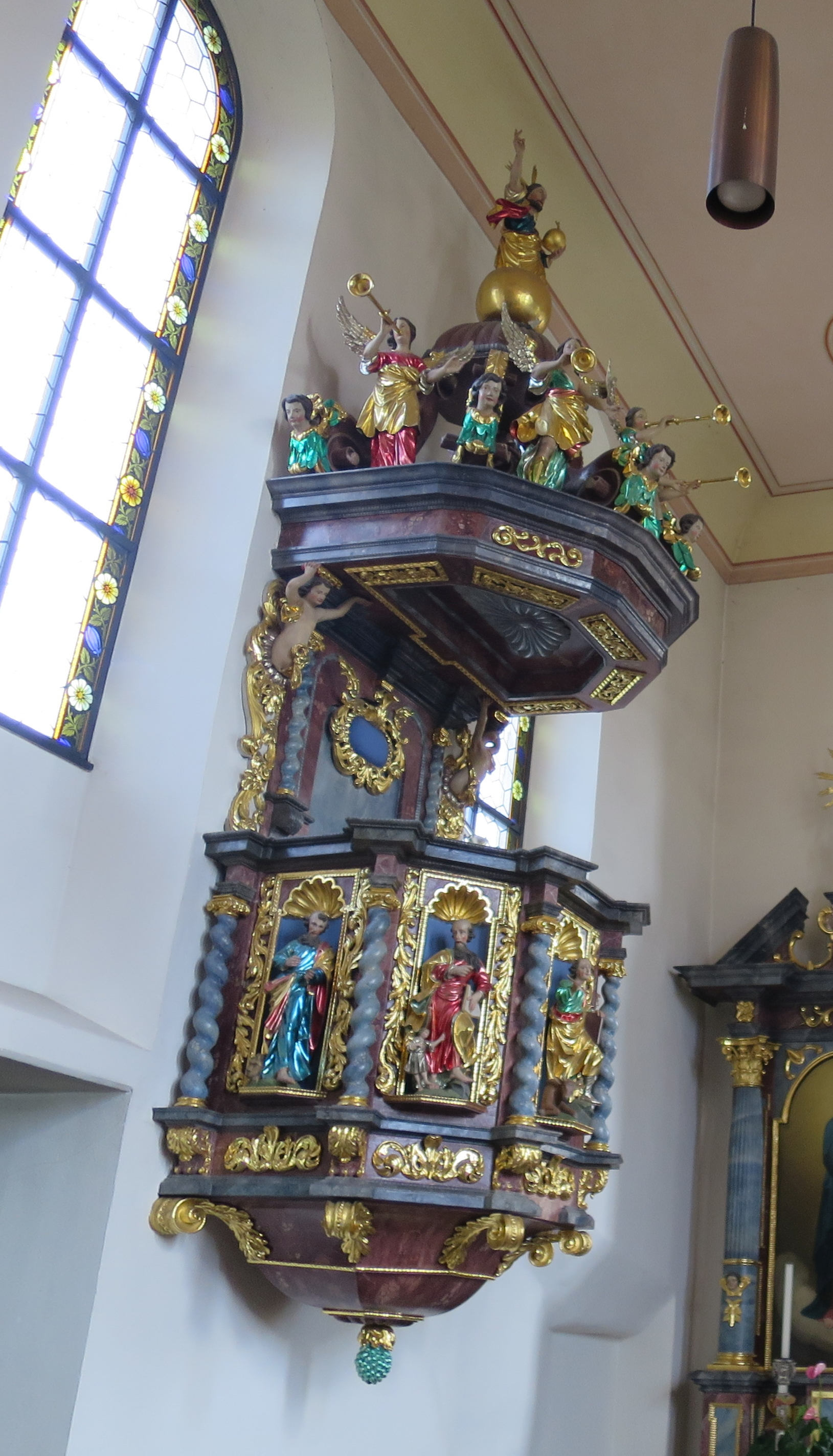
Kanzel
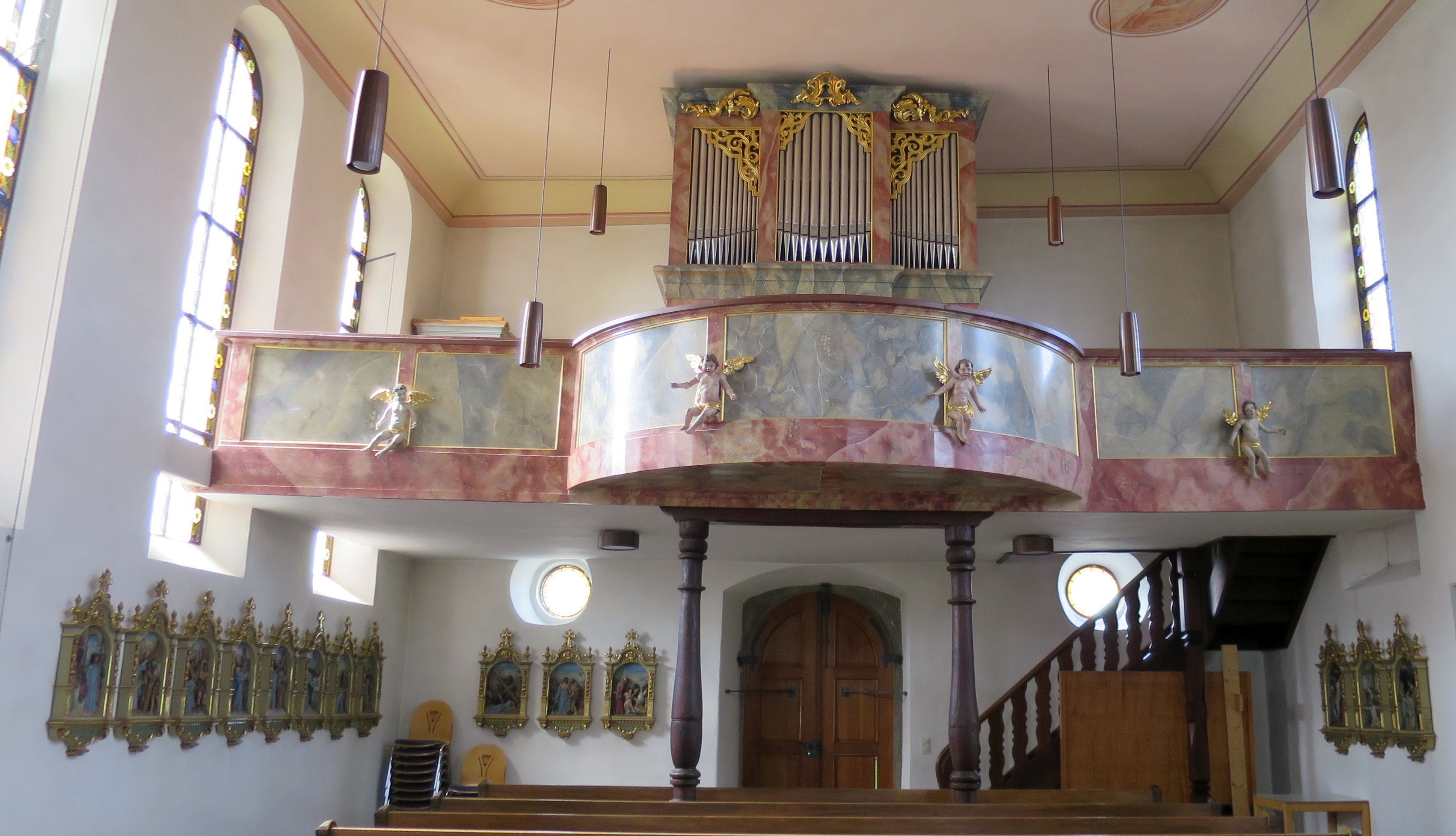
Kreuzweg und Orgel
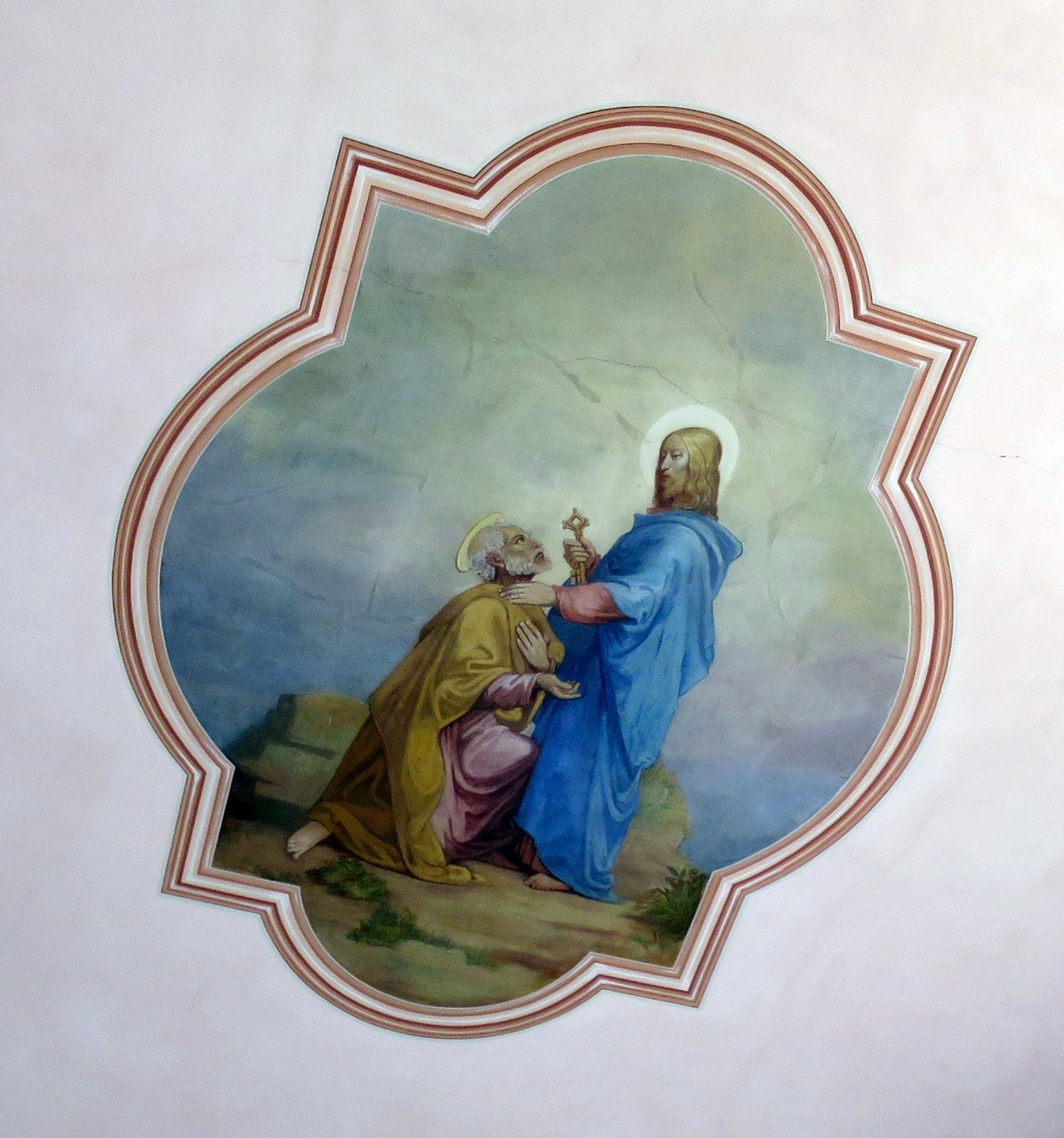
Schlüsselübergabe

### Turm
Seitlich an das Langhaus des alten Kirchenbaus ist massive Glockenturm angebaut, der im unteren Teil einen quadratischen Grundriss hat, in den oberen Geschossen jedoch achteckig ist.
Über die Jahrhunderte veränderte sich mit der Kirche auch die Turmspitze. Während um 1780 die Turmspitze stark zwiebelförmig war, ähnelte sie 1926–1976 eher einem Dreieck. Seit 1976 hat der Turm wieder eine Zwiebelhaube.
Glocken
Im Kirchturm befindet sich ein fünfstimmiges Glockengeläut, das aus unterschiedlichen Jahrhundert stammt. Die folgende Tabelle gibt eine Übersicht über die Daten der einzelnen Glocken.
| Glocke | Gießer                       | Gussjahr | Durchmesser | Gewicht | Schlagton |
| ------ | ---------------------------- | -------- | ----------- | ------- | --------- |
| 1      | L. Rosenlecher, Konstanz     | 1771     | 930 mm      | 500 kg  | a′-13     |
| 2      | Felix Koch, Salem            | 1827     | 820 mm      | 350 kg  | h′-7      |
| 3      | Heidelberger Glockengießerei | 1978     | 698 mm      | 234 kg  | d″-6      |
| 4      | Heidelberger Glockengießerei | 1978     | 615 mm      | 161 kg  | e″-4      |
| 5      | Theodosius Ernst, Lindau     | 1639     | 405 mm      | 100 kg  | fis″-3    |

Drei Glocken sind in den Uhrschlag der Turmuhr eingebunden: Glocke 1 schlägt zur vollen Stunde, die Glocken 2 und 3 zu jeder Viertelstunde. Angezeigt wird die Uhrzeit auch über vier Zifferblätter, die sich auf den Diagonalseiten der Achteckgeschosse befinden.

## Der Neubau

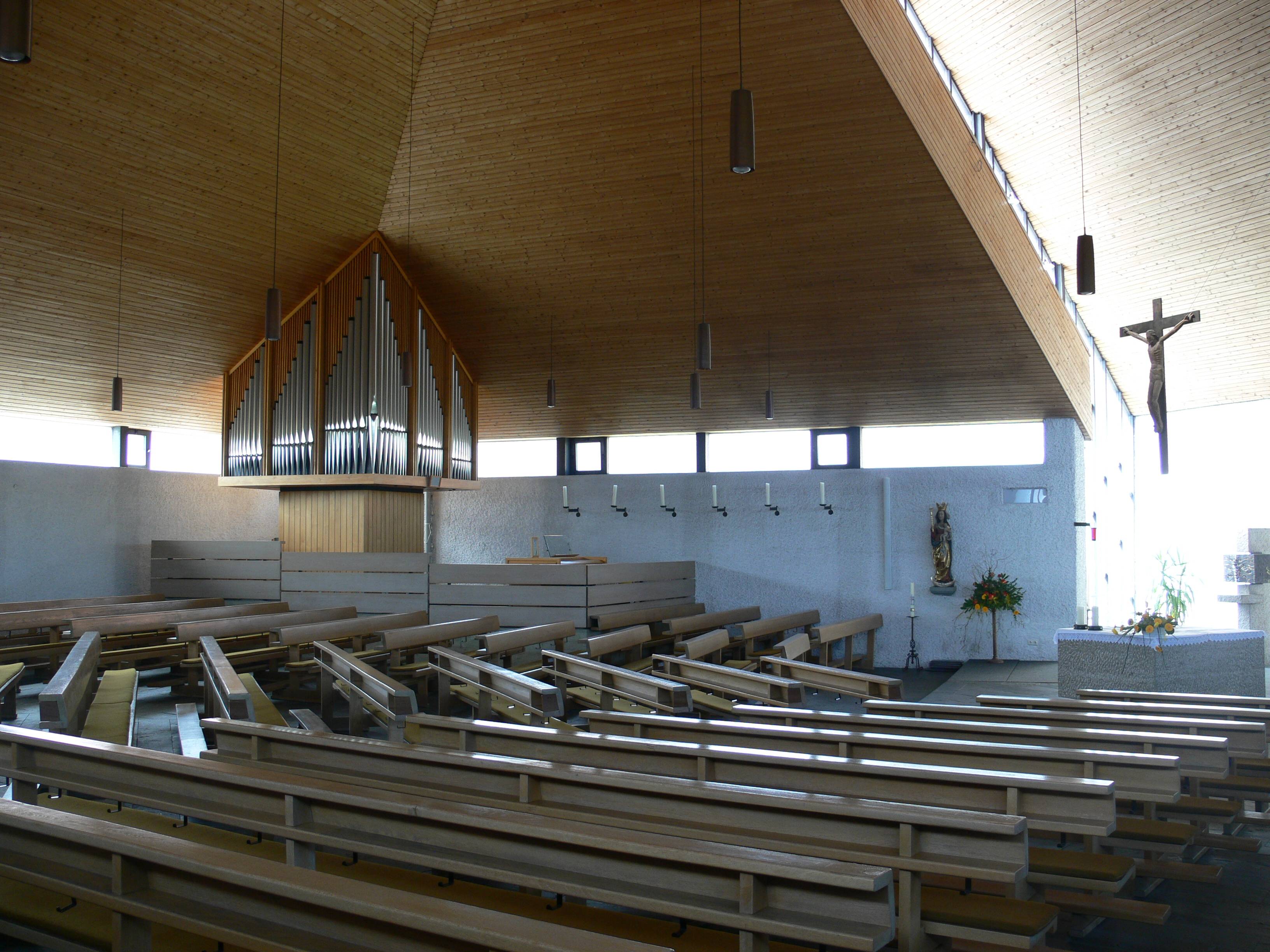
Innenraum der neuen Kirche

Der moderne Neubau (1974) hat die Form eines Zeltes, weshalb er auch manchmal „das Zelt Gottes“ genannt wurde. Die Ausstattung der neuen Kirche ist modern gehalten. Steinmaterialien und Holz herrschen vor.
Im Eingangsbereich besteht auch ein Übergang zur alten Pfarrkirche. Hier steht eine spätmittelalterliche Pietà aus dem 15. Jahrhundert. Die Statue des Kirchenpatrons St. Gangolf ist ein Abguss der Gangolf-Statue in Neudenau an der Jagst (Original aus dem letzten Drittel des 15. Jahrhunderts), die Mondsichelmadonna ist ein Abguss der Madonna in der Wurmlinger Kapelle.

## Nachweise
1. ↑  Glockeninspektion Erzbistum Freiburg: Kath. Pfarrkirche St. Gangolf in Friedrichshafen-Kluftern

Koordinaten: 47° 41′ 35″ N, 9° 24′ 3,5″ O